# Pierwszy gabinet Grovera Clevelanda
Pierwszy gabinet Grovera Clevelanda – powołany i zaprzysiężony w 1885, po wyborach w 1884.

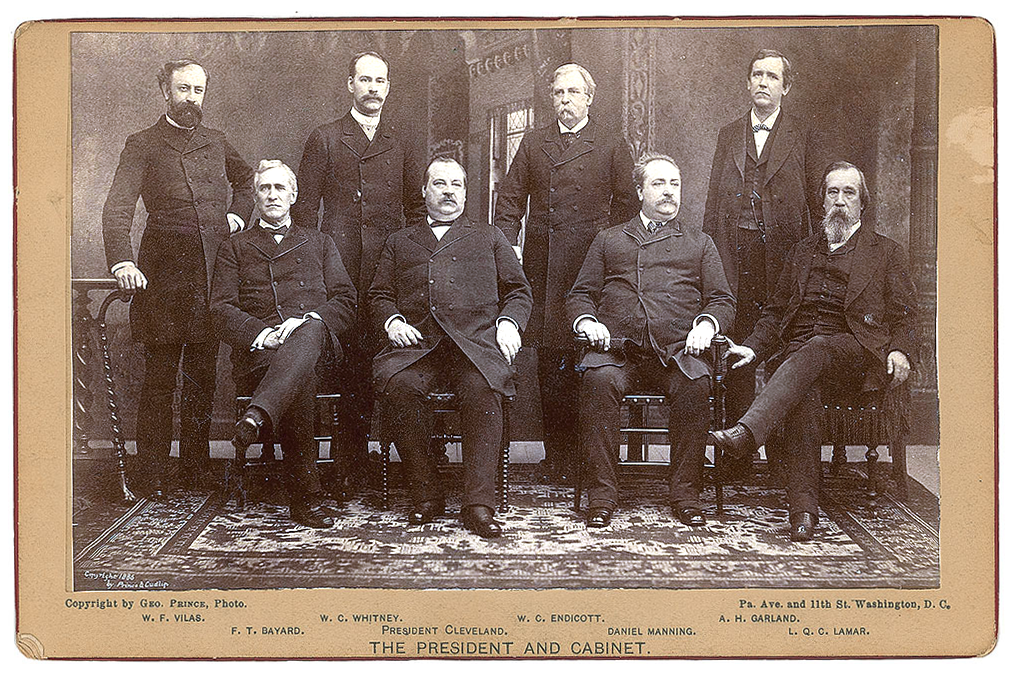
Grover Cleveland i jego pierwszy gabinet

| Departament/Funkcja            | Imię i nazwisko                                   | Kadencja                |
| ------------------------------ | ------------------------------------------------- | ----------------------- |
| Prezydent                      | Grover Cleveland                                  | 1885 – 1889             |
| Wiceprezydent                  | Thomas Hendricks wakat                            | 1885 1885 – 1889        |
| Sekretarz stanu                | Thomas Francis Bayard                             | 1885–1889               |
| Sekretarz skarbu               | Daniel Manning Charles S. Fairchild               | 1885 – 1887 1887 – 1889 |
| Sekretarz wojny                | William Crowninshield Endicott                    | 1885 – 1889             |
| Prokurator generalny           | Augustus H. Garland                               | 1885 – 1889             |
| Dyrektor Generalny Poczty      | William F. Vilas Donald M. Dickinson              | 1885 – 1888 1888 – 1889 |
| Sekretarz marynarki            | William Collins Whitney                           | 1885–1889               |
| Sekretarz zasobów wewnętrznych | Lucius Quintus Cincinnatus Lamar William F. Vilas | 1885 – 1888 1888 – 1889 |
| Sekretarz rolnictwa            | William F. Vilas                                  | 1889                    |